# 神户市立外国人墓地

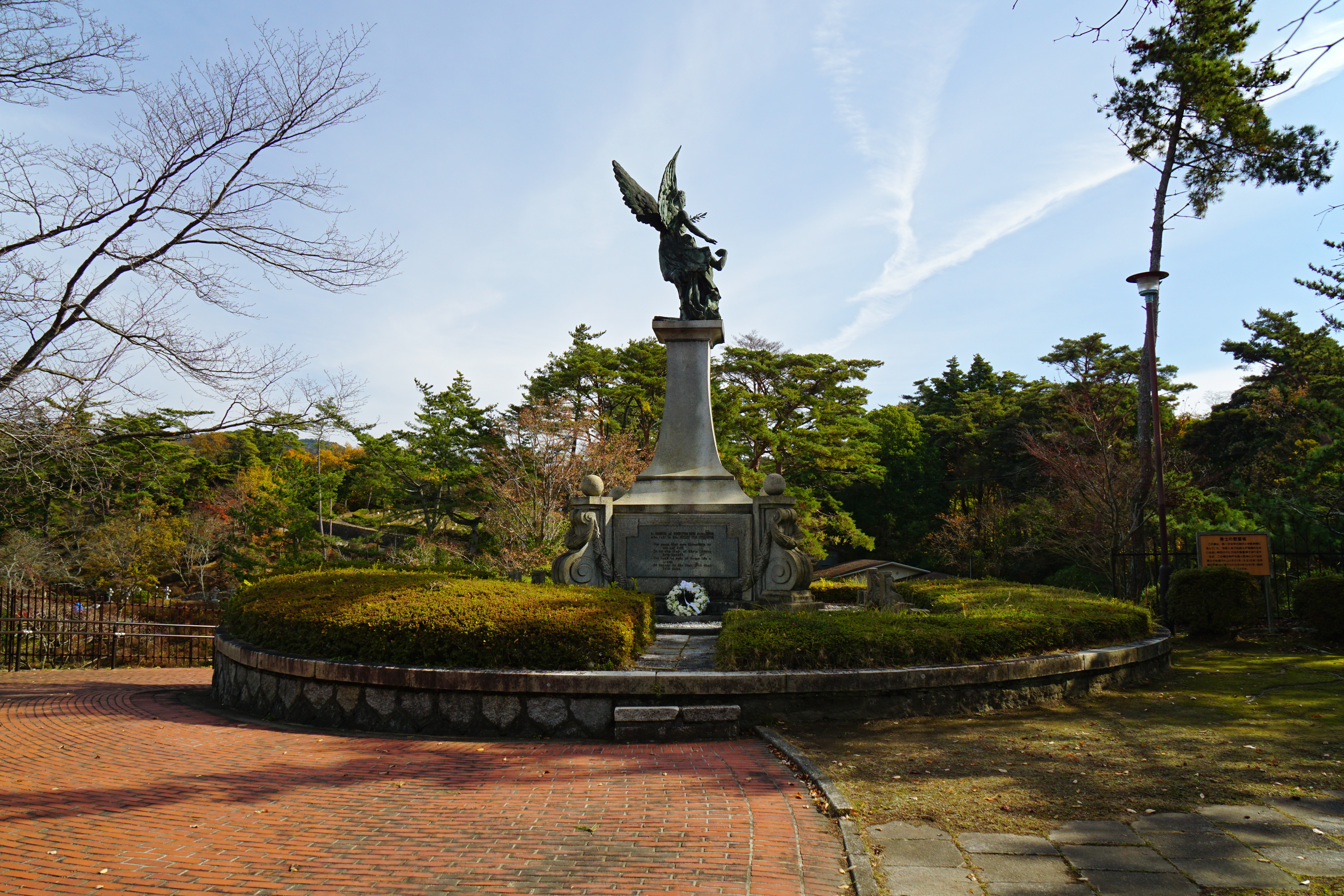
勇士纪念碑（为纪念在第一次世界大战中战死的19名居住于阪神地区的英国人与法国人而在大正10年建成的纪念碑）

神户市立外国人墓地（日语：／ kōbe shiritsu gaikokujim bochi */?）是神户市政府专为安葬在日外国人及其家人所设立的墓地，位于日本兵库县神户市北区。同时该墓地也是日本的国家指定名胜之一。

## 概要
墓地坐落于神户六甲高地的再度山山顶附近的再度公园内。占地约14公顷的巨大墓地群中，埋葬着包括对日本人的生活、文化产生深远影响的名流在内的世界61个国家约2600位外国人及其家人。
虽然平常禁止逝者亲属以外的人进入，但每年4月至11月的第四個星期日会免费面向大众开放（需要在开放日当月的1日至10日之间申请）。位于墓地入口左侧可远观墓地全景的展望台则可以在9点至16点30分的时间段之内自由进出。
墓地設5座纪念碑，下葬者的宗教信仰有20余種。

## 历史
江户幕府于1858年签订《安政条约》，被迫开放神户港。后于1867年12月25日在小野浜（现在的東遊園地付近）首次埋葬了外国人船员。
1868年，各国领事团与神户市签订的《关于在兵库港及大阪设立外国人居留地的协定》（日语：兵庫港並大坂に於て外国人居留地を定むる取極）生效。日本政府于现在的兵库县神户市中央区设立了外国人居留地，此时的外国人墓地由居留地行事局（居留地的自治组织）进行管理。1899年，日本与美国签订的《日美通商航海条约》生效，墓地的管理权由先前的居留地行事局移交至神户市，神户市于同年8月制定了外国人埋葬地规则。由于在神户生活的外国人增加，小野浜外国人墓地趋近饱和状态，在此背景下神户市又签订了于葺合村春日野中央区篭池通（現神户劳动灾害医院付近）建造新墓地的《神户外国人墓地备忘录》（日语：神戸外国人墓地ニ関スル覚書）。
之后，随着神户市的城市化，春日野墓地也趋近饱和。当地的外国人居民因为担心今后没有可供埋葬的墓地可用便向神户市提出意见。到了1936年6月居住在当地的外国人提出的关于墓地的意见于市议会中进行了讨论，随后关于新建外国人墓地的决议被通过。而后神户市于1937年2月开始在再度公园的“修法之源池”附近修建新的墓地，但新墓地的修建受到阪神大洪水、第二次世界大战的影响，施工长期处于停滞状态。到了战后的1952年，墓地终于修建完毕，神户市政府开始将小野浜外国人墓地中的620座墓碑转移至此。1954年，春日野墓地关闭并开始将墓碑向再度公园的新墓地转移。1961年11月春日野墓地中的1406座墓碑被转移至新墓地。至此，神户的外国人墓地被全部转移、合并至新墓地。
墓地与所在地的再度公园于2007年同时被文化厅指定为日本的国家名胜。

## 主要的埋葬者
- 約翰·馬歇爾（1833年出生）（日语：ジョン・マーシャル (1833年生)）（1833年－1987年8月7日），英国大副，第一任神户港管理员[3]
- 卢克·华盛顿·比克尔（日语：ルーク・ワシントン・ビッケル）（1866年9月21日－1917年5月11日），美国传教士，布道船「福音丸」号的船长[3]
- 爱德华·哈兹雷特·亨特（日语：エドワード・ハズレット・ハンター）（1843年2月3日－1917年6月2日），英国商人，範多財閥・日立造船的创业者，通过以造船业为中心的产业育成为日本的近代化做出极大贡献[3]
- 亞歷山大·金馬倫·辛（日语：アレキサンダー・キャメロン・シム）（1840年8月28日－1900年11月28日），彈珠汽水的发明者，KR&AC（日语：神戸リガッタ・アンド・アスレチック・倶楽部）的创始人[3]
- 瓦倫丁·費奧多羅維奇·莫羅佐夫（日语：ヴァレンティン・フョードロヴィチ・モロゾフ）（1911年3月1日－1999年1月23日），白俄人，糕点师，商人，曾在创业期的神户莫罗佐夫点心公司（日语：神戸モロゾフ製菓株式会社）工作。是日本高级巧克力制作的先驱者。[3]
- 費奧多爾·德米特里耶維奇·莫羅佐夫（日语：フョードル・ドミトリエヴィチ・モロゾフ）（1880年－1971年），白俄人，商人，瓦倫丁·費奧多羅維奇·莫羅佐夫的父亲[3]
- 海因里希·弗羅因德利布（日语：ハインリヒ・フロインドリーブ）（1884年－1955年），德国人，第一次世界大战中被俘虏后留在了日本，曾担任敷岛面包（日语：敷島製パン）的初任总工程师，后自己经营面包店。其私宅现在作为北野物语馆对公众开放[3]
- 蓝华德（1854年11月10日－1921年9月26日），美国监理会传教士、会督、日本关西学院大学创始人[3]
- 蓝柏（1830年－1892年4月28日），蓝华德的父亲，美国监理会东亚传教士，曾在中国上海、苏州和日本神户等地传教[3]
- 艾丽莎·托卡（日语：イライザ・タルカット）（1836年5月22日－1911年11月1日），美国传教士、教育家，神戸女学院大学（日语：神戸女学院大学）的创始人[3]
- 乔治·弗里德里希·赫尔曼·登凯普（日语：ゲオルク・フリードリヒ・ヘルマン・ハイトケンペル）（1843年12月31日－1900年4月26日），普鲁士王国鞋匠，日本最初的皮鞋制造者[3]
- 爱德华·布拉姆威尔·克拉克（日语：エドワード・B・クラーク）（1874年 ‐ 1934年），英国人英语教师，与田中银之助（日语：田中銀之助）一同将橄榄球运动传入日本[3]
- 法国水手11人（堺事件中的牺牲者）[3]
- 格林夫人（日语：ミセス・グリーン）英国人，外国人专用酒店“兵库酒店”（日语：ヒョウゴ・ホテル）的经营者[3][8]
- 理查·戈登·史默斯（日语：リチャード・ゴードン・スミス），英国旅行者、喜欢打猎的人、自然历史学家[3]
- J.霍尔（日语：J.ホール）（日本最早驾驶蒸汽機車的人）[3]
- 乔治·弗兰奇（英國在華最高法院的首席法官）[3]

## 交通
- 从JR神戶線三宫站搭乘市营公交25号线「森林植物園」方向约30分，于「再度公園」站下车徒步约3分钟（仅3月下旬至11月的周末及节假日运行、冬季停运）[4]

## 图像

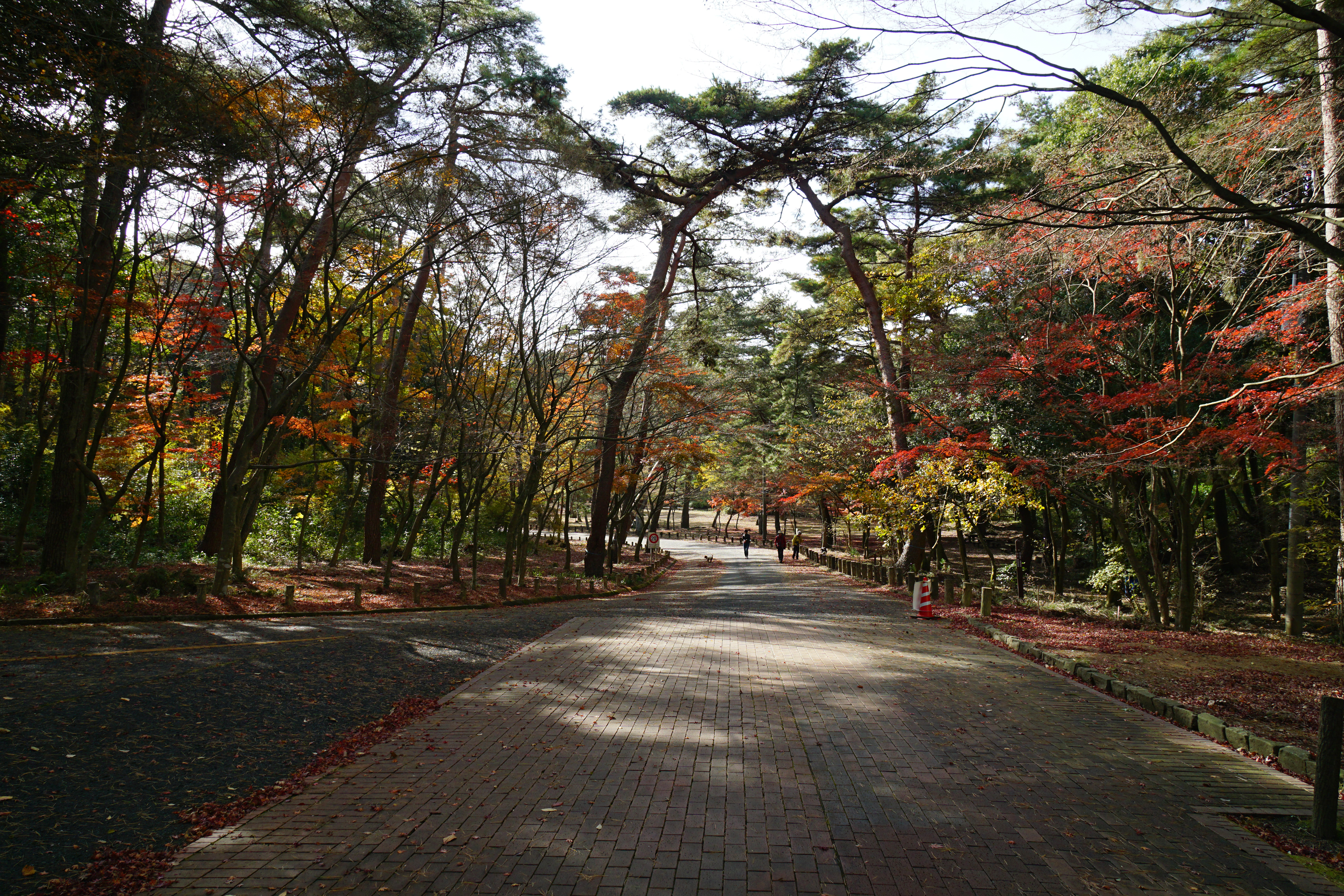
正門前
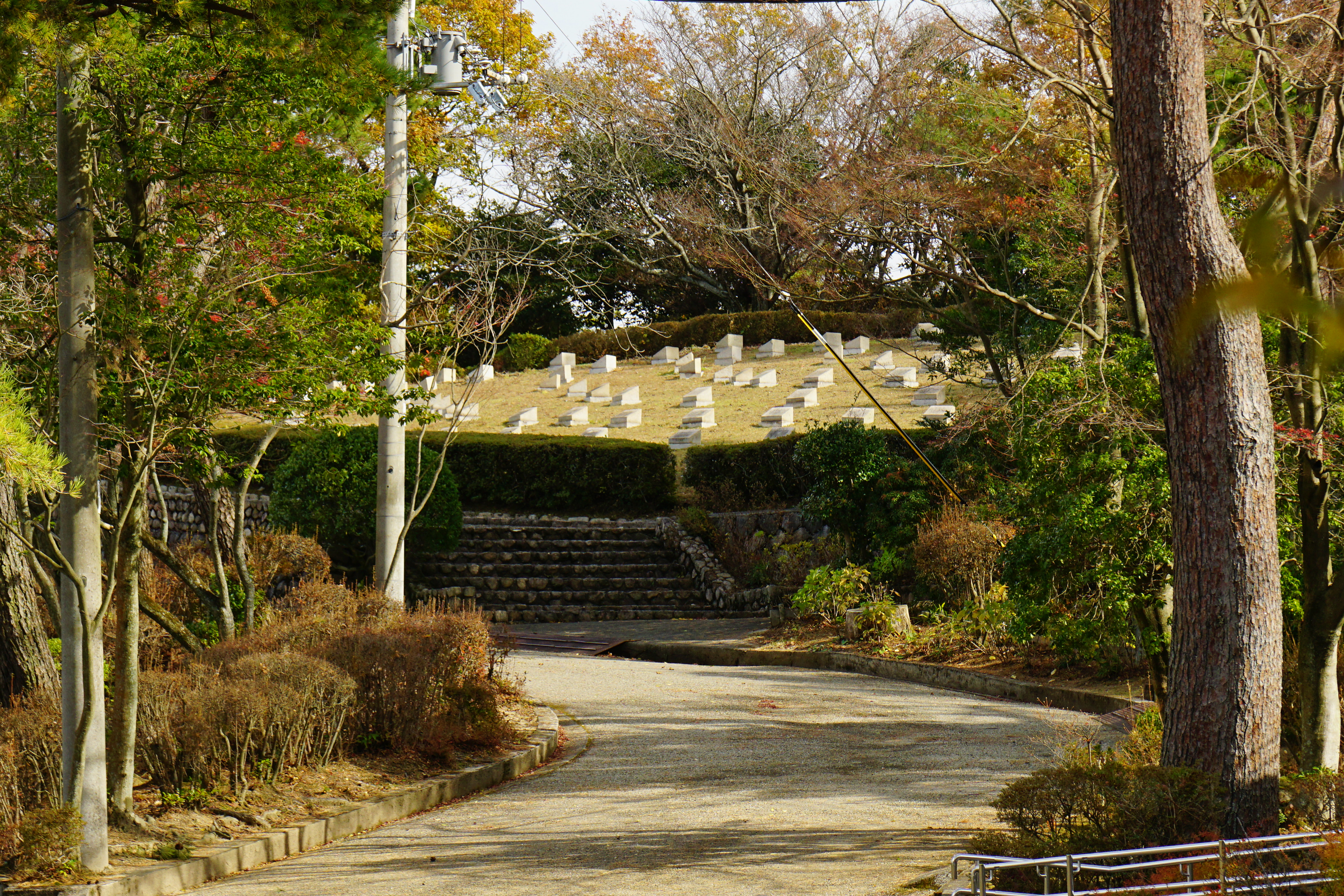
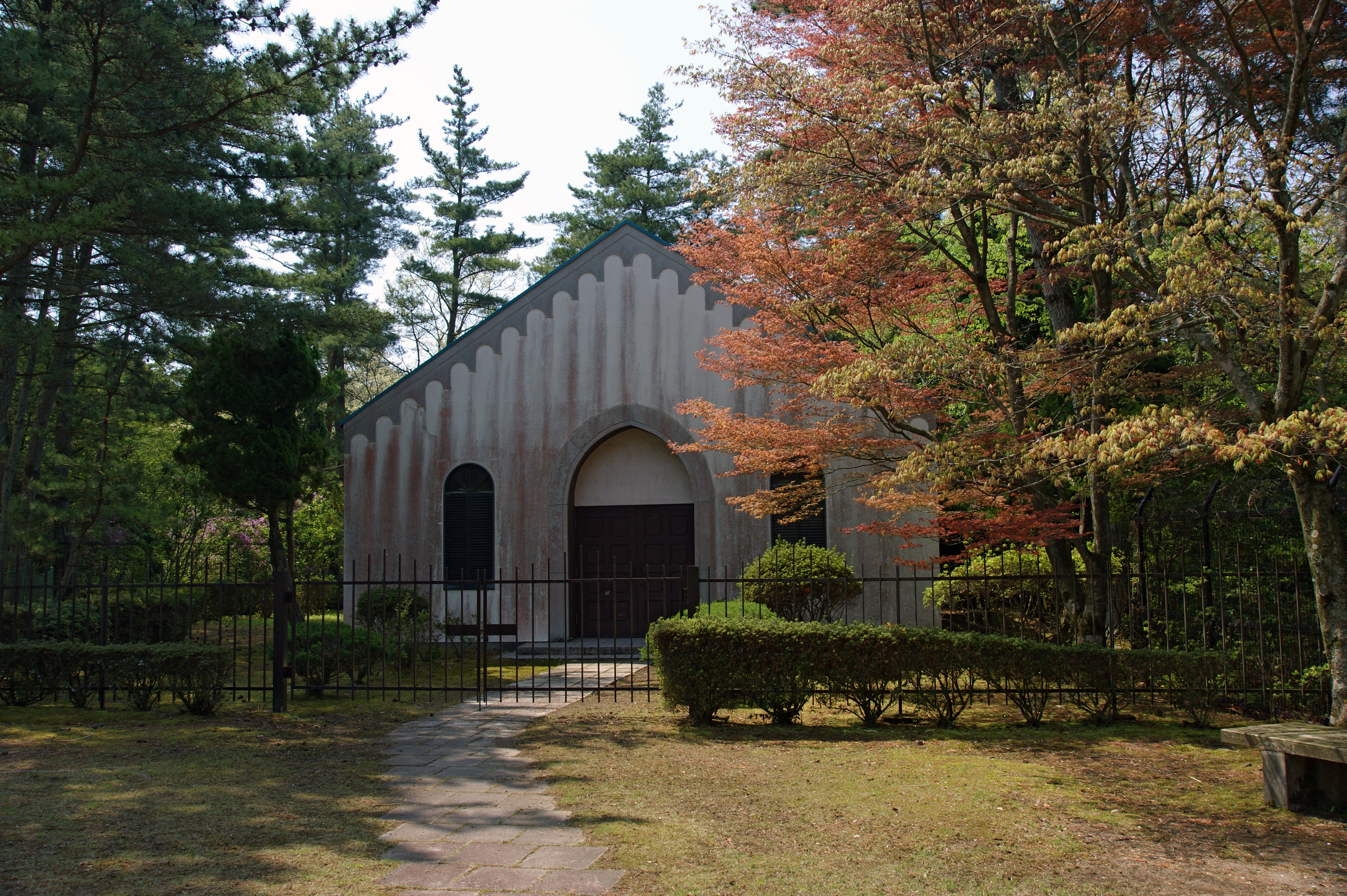
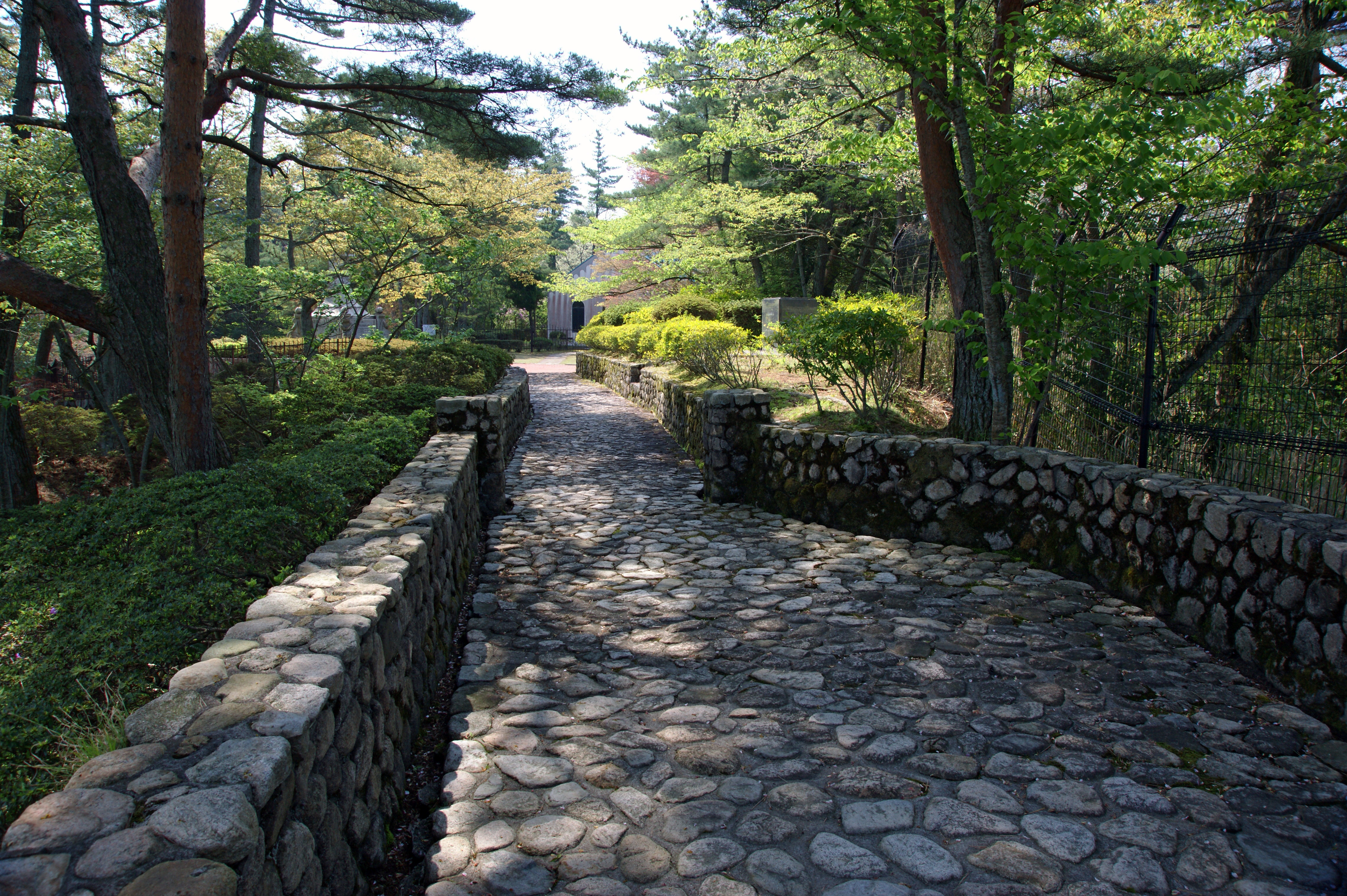
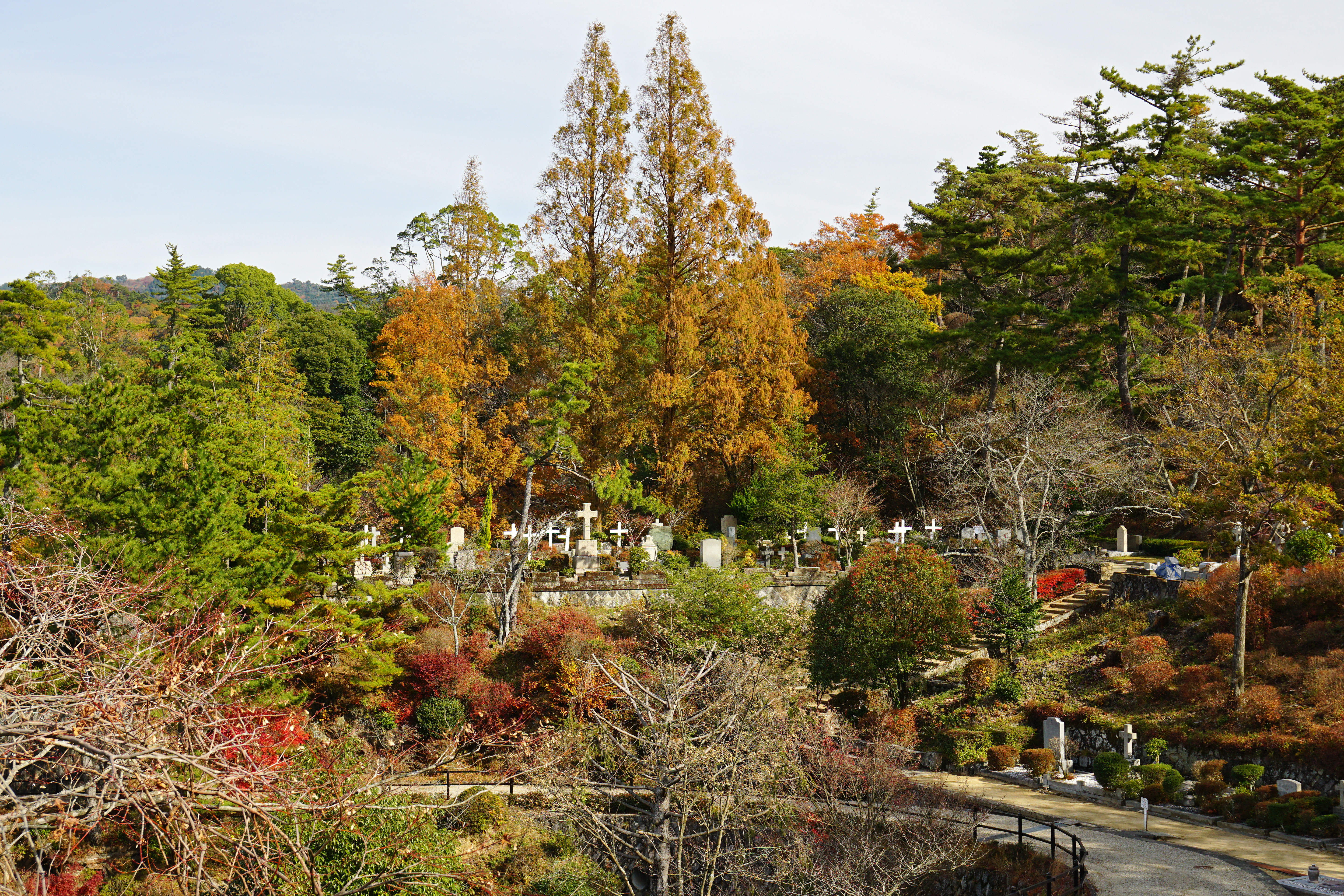
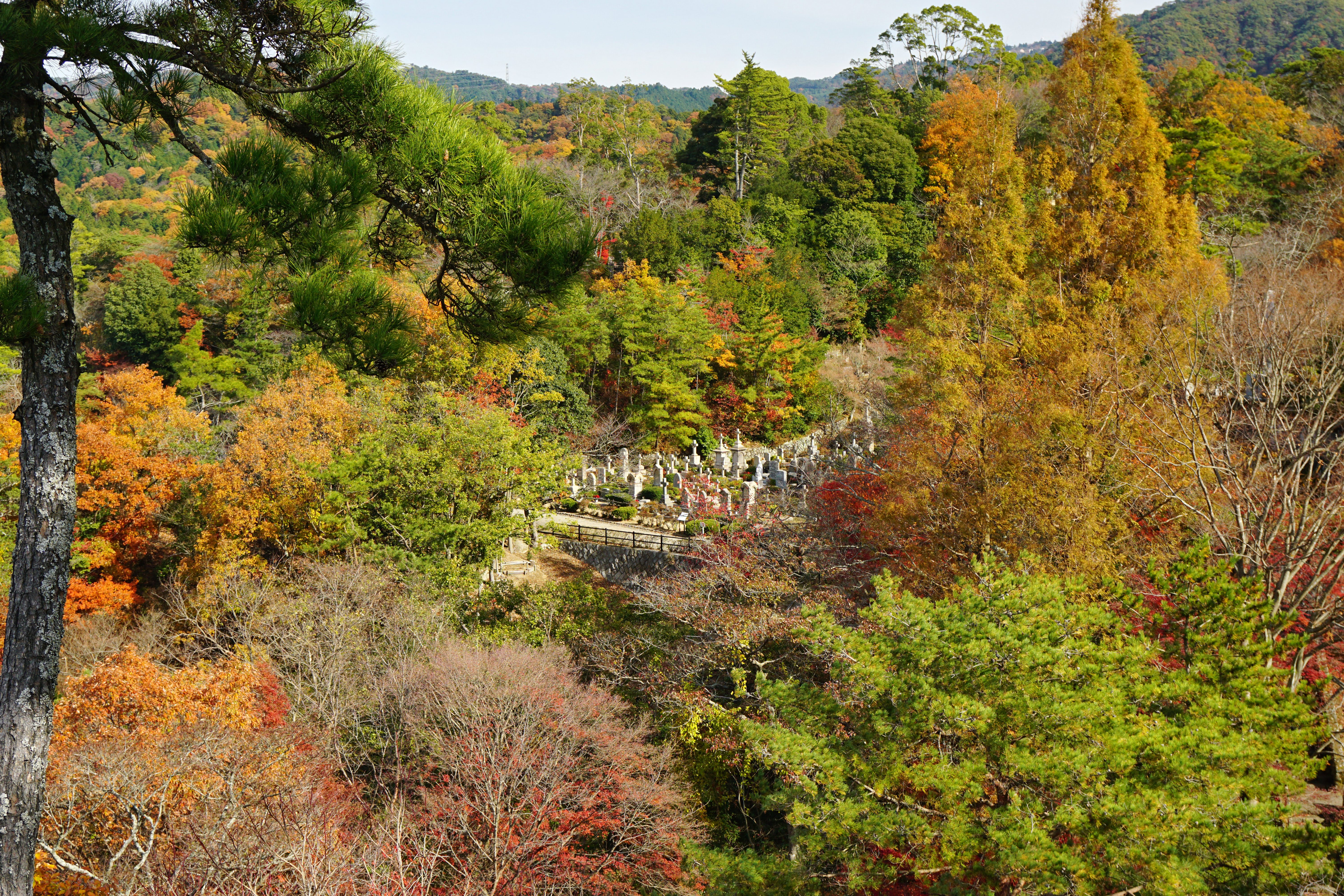
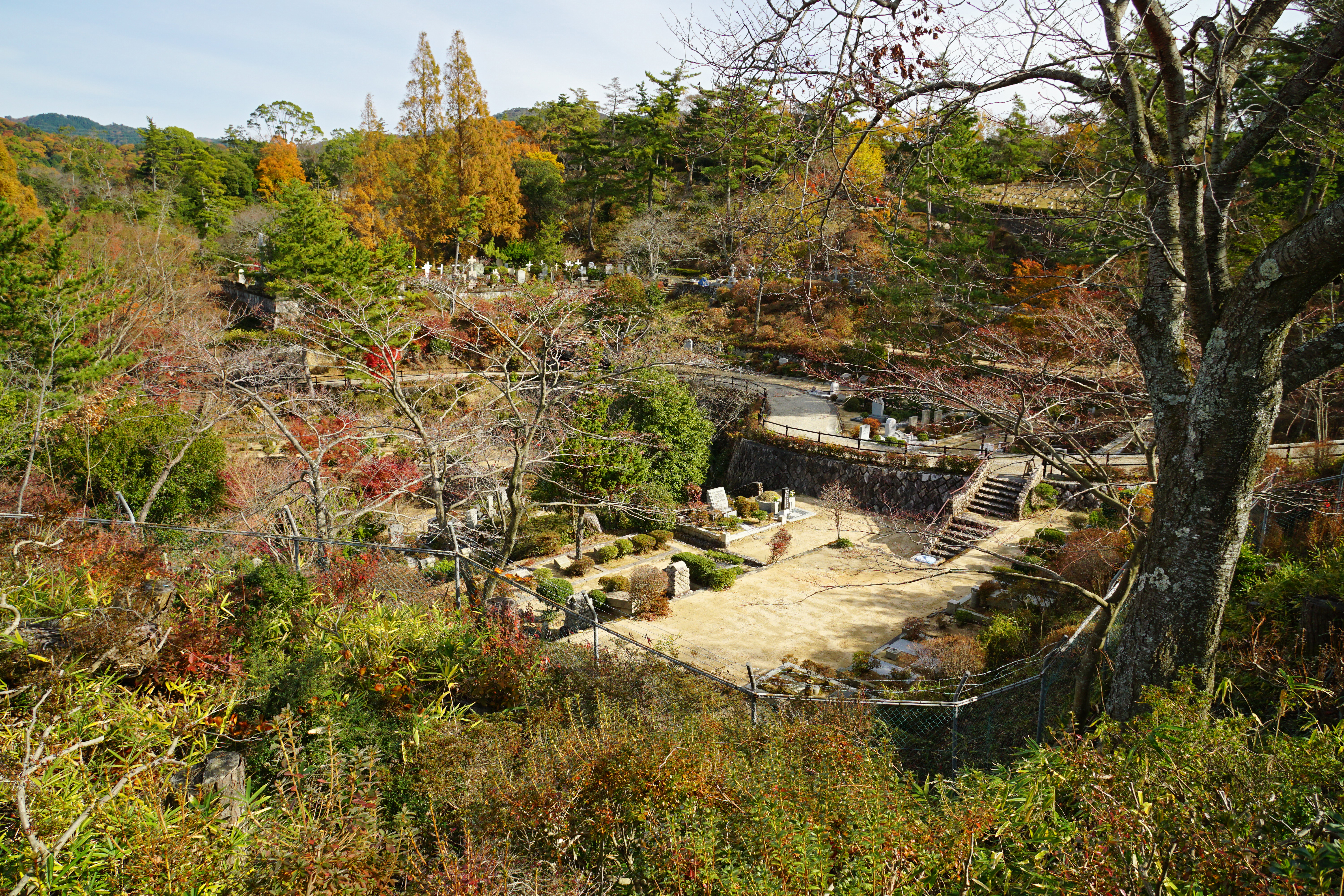

## 周边景点
- 神户市立森林植物园
- 再度公园（日语：再度公園）
  - 修法之原池（日语：修法ヶ原池）
- 大龙寺（日语：大龍寺 (神戸市)）
- 猩猩池（日语：猩々池）
- 金星桥

## 相关项目
- 日本外国人墓地（日语：外人墓地）